# Children of the Damned (canción)
«Children of the Damned» es la segunda canción del álbum The Number of the Beast de la banda Iron Maiden. La canción fue escrita por Steve Harris. Está basada en la película de 1960 El pueblo de los malditos y en su secuela, llamada Children of the Damned. La letra de la canción describe la muerte del último de los niños, que se dispone a enfrentarse a los humanos que intentan destruirlo quemándolo en la hoguera.Adrian Smith es el encargado de tocar el solo final y en los conciertos, suele usar una guitarra de doble mástil para tocar primero la introducción que es acústica y los coros con la guitarra eléctrica. 

## Créditos
- Bruce Dickinson: Voz
- Steve Harris: Bajo eléctrico
- Dave Murray: guitarra rítmica
- Adrian Smith: Guitarra líder
- Clive Burr: Batería